# Psidium lourteigiae
Psidium lourteigiae är en myrtenväxtart som beskrevs av Carlos Maria Diego Enrique Legrand. Psidium lourteigiae ingår i släktet Psidium och familjen myrtenväxter. Inga underarter finns listade i Catalogue of Life.